# سیارک ۱۰۰۷۹
سیارک ۱۰۰۷۹ (به انگلیسی: 10079 Meunier، نامگذاری:1989XD2) ده هزار و هفتاد و نهمین سیارک کشف شده‌است که در ۲ دسامبر ۱۹۸۹ کشف شد.
قدر مطلق سیارک برابر ۱۴٫۶۰ است.